# 孝园高等学校
37°15′32″N 127°2′19″E / 37.25889°N 127.03861°E
孝园高等学校（韩国语：효원고등학교）是韩国水原市的一所高中，成立于1988年。